# Lueshita
La lueshita és un mineral de la classe dels òxids que pertany al grup de la perovskita. Rep el seu nom en honor de la mina Lueshe (Kivu Nord, República Democràtica del Congo), on va ser descoberta.

## Característiques
La lueshita és un òxid de sodi i niobi de fórmula química {\displaystyle {\ce {NaNbO3}}}. Cristal·litza en el sistema monoclínic. Els cristalls s'assemblen a cubs, de fins a 1,5 cm i a octaedres irregulars, amb cares lleugerament estriades, rugoses o gravades. Hi són comuns les macles de penetració complexes. La seva duresa a l'escala de Mohs és 5,5. És un polimorf de la isolueshita i la natroniobita.
Segons la classificació de Nickel-Strunz, la lueshita pertany a «04.CC: Òxids amb relació Metall:Oxigen = 2:3, 3:5, i similars, amb cations de mida mitjana i gran» juntament amb els següents minerals: cromobismita, freudenbergita, grossita, clormayenita, yafsoanita, latrappita, natroniobita, perovskita, barioperovskita, lakargiïta, megawita, loparita-(Ce), macedonita, tausonita, isolueshita, crichtonita, davidita-(Ce), davidita-(La), davidita-(Y), landauita, lindsleyita, loveringita, mathiasita, senaita, dessauita-(Y), cleusonita, gramaccioliïta-(Y), diaoyudaoita, hawthorneita, hibonita, lindqvistita, magnetoplumbita, plumboferrita, yimengita, haggertyita, nežilovita, batiferrita, barioferrita, jeppeita, zenzenita i mengxianminita.

## Formació i jaciments
La lueshita va ser descoberta a la mina Lueshe (Kivu Nord, República Democràtica del Congo). També ha estat descrita a Austràlia, el Canadà, Egipte, els Estats Units, Groenlàndia i Rússia.
La lueshita es forma en incrustacions de mica vermiculítica, en contacte de sienita cancrinítica amb carbonatita (Lueshe, Congo); en xenòlits de sodalita associats amb un complex intrusiu alcalí de gabre-sienita (Mont Saint-Hilaire, Canadà); és també un mineral accessori comú format durant la fenetització de piroxenita i gabre (Gem Park, Colorado, EUA) i també apareix en filons tallant sienites de nefelina (intrusió Ilímaussaq, Groenlàndia).